# Гладильщиков, Юрий Викторович
Ю́рий Ви́кторович Глади́льщиков (28 апреля 1961, Краснодар — 7 апреля 2025) — российский кинокритик и публицист, выпускник факультета журналистики МГУ (1983).

## Биография
Родился 28 апреля 1961 года в Краснодаре. Начинал как театральный критик, в 1986—1991 годах заведовал отделом искусства в «Литературной газете». Во время Перестройки вёл «Кинопанораму». С 1993 по апрель 2001 года сотрудничал с газетой «Сегодня» и журналом «Итоги». Затем непродолжительное время публиковался в «Московском комсомольце». С августа 2001 по март 2004 и с ноября 2006 по март 2007 года — кинокритик газеты «Известия».
В 1993 году удостоен премии «Золотой овен».
Впоследствии внештатно работал в «Ведомостях» (2004—2011), журналах «Русский Newsweek» (2005—2009), «The New Times» (2010—2014), газете «Московские новости» (2011—2014), «Forbes» (2015—2020). С 1996 года составлял собственные списки лучших фильмов года. В 2008 году опубликовал «Справочник грёз» — путеводитель по современному кино.
Из серии режиссёрских биографий, которые Гладильщиков заказал своему коллеге и другу Андрею Плахову в бытность кинообозревателем «Независимой газеты», выросли книги последнего «Всего 33» и «Режиссёры настоящего».
Скончался 7 апреля 2025 года в Москве на 64-м году жизни.

## Общественная позиция
В марте 2014 года подписал письмо «Мы с Вами!» «КиноСоюза» в поддержку Украины.